# Маріямпільський замок
Маріямпільський замок — замок типу palazzo in fortezza («палац у фортеці»), побудований у XVII столітті Станіславом Яном Яблоновським у Маріямполі.
Замок мав башти, вали та глибокі рови. Фрагменти валів існують донині.

## Історія
Ключ Маріямпольський Ян Станіслав Яблоновський успадкував після смерті батька в 1702 році. Зведена краківським каштеляном резиденція була, ймовірно, резиденцією типу palazzo in fortezza («палац у фортеці»), де житловий корпус був оточений бастіонними укріпленнями (частково земляними та цегляними).
Роман Афтаназій стверджував, що будівля набула «рис більш сучасного палацу» в 1730 році або «можливо трохи пізніше» завдяки середньому синові руського воєводи — Яну Каєтану, пізнішому воєводі брацлавському, який заснував у Маріямполі костел і монастир капуцинів, де був похований. У каплиці замку спочатку мали зберігатися мощі Святого Віктора, які Ян Каєтан отримав у 1740 році від Папи Римського Бенедикта XIV, а після смерті магната були перенесені до парафіяльного храму в 1768 році.
Немає підстав для точного визначення часу перебудови. Ян Каєтан, який називав себе князем в Острозі, обрав Маріямполь однією зі своїх двох резиденцій, але немає беззаперечних свідчень про його участь у перебудові резиденції. Однак існують обставини, що вказують на участь у перебудові Маріямполя саме Яна Станіслава, який у 1711 році скаржився на «нещастя [...], з руйнуванням Маріямполя і Єзуполя через таборування всіх військ». У записах 1719 року містяться відомості про будівельні роботи, що проводилися в цьому місті, а кілька років по тому в контексті Маріямполя було зазначено ім'я королівського скульптора Жана Жозефа Вінаша.
Збережені плани місцевості кінця XVIII століття авторства полковника Фрідріха фон Міґа та початку наступного століття, складені капітаном Франком, показують обриси прямокутної палацової будівлі, розташованої зі східного боку оборонного комплексу. Споруду оточували укріплення з південної сторони (імовірно, старіші) та розбудовані з північної (з брамою, сполученою з кордегардією) і східної сторони. З цього боку, вже за куртиною, також знаходилися парково-садові ділянки (видно на карті Міґа). Вся місцевість, розташована на схилі пагорба, також була оточена окопом та земляними укріпленнями голландського типу.
Маріямпільський палац нині не існує, його було повністю знищено після Другої світової війни. На фотографіях, зроблених наприкінці Першої світової війни, видно двоповерховий фасад з тривіконним ризалітом, увінчаним трикутним фронтоном. Партер будівлі трактувався як цоколь, отримавши поділ за допомогою лізен, між якими були розташовані напівкруглі аркади галереї. Ризаліт був прикрашений рустуванням, по осі розташовувався широкий, напівкруглий вхід. Верхній поверх, відділений від нижнього гладким пасом, мав ідентичні поділи; в ризаліті по осі було видовжене porte-fenetre («французьке вікно»). До певної міри це нагадує архітектуру Підкамінської резиденції. На тильному фасаді, дещо скромнішому, без партерних галерей, продовжувалася та ж схема артикуляції. На одній з фотографій зафіксовано вигляд зали, розташованої, ймовірно, на другому поверсі, оздоблення якої виконано частково у стуко, а частково за допомогою ілюзіоністичних розписів. У кутах містилися подвоєні композитні пілястри, що підтримували обіжний антаблемент та створювали рами, ймовірно, для пейзажних та міфологічних сцен. Завершували композицію гербові картуші на тлі паноплій. Після Першої світової війни в супрапортах ще були помітні композиції із зображенням Вбивства Авеля та Битви Гігантів. Відомо також, що каплиця, розташована на другому поверсі, була прикрашена «образами Святих».
Мізерні іконографічні та архівні дані дозволяють зробити лише досить загальні спостереження. Здається, що форми маріямпільського палацу можна визначити як такі, що походять з творчості Тильмана Ґамерського. Палац Яблоновських був ніби спрощеною версією варшавського палацу Красінських, з домінуючим ризалітом і підтінками галереї на першому поверсі. Архівні згадки 1720-х років саме датують цю скромну, класицистичну будівлю другою-третьою декадою XVIII століття. До речі, тілманівський напрям в архітектурі резиденцій на руських землях чітко простежується, особливо в першій третині XVIII століття. Видимі на фотографіях фрагменти декору інтер'єрів важко датувати — з одного боку, їх можна розглядати як класицистичні та відносно пізні, з другої половини XVIII століття, з іншого, ця «зала пам'яті» чи «зала слави».
Ступінь перебудови брами, що веде до всього комплексу, унеможливлює висунення будь-яких гіпотез або проведення аналізу. Монументальний вхід, обрамлений боніруванням і пілястрами, мабуть, мав не стільки оборонний, скільки представницький характер.
Від фортифікаційних споруд залишилися руїни північних і східних воріт, фрагменти оборонних стін та парк (2,26 га), якому 2008 року надано статус дендрологічного парку.
Об'єкт внесено до Державного реєстру нерухомих пам'яток України під номером: 26-212-0040.

## Галерея

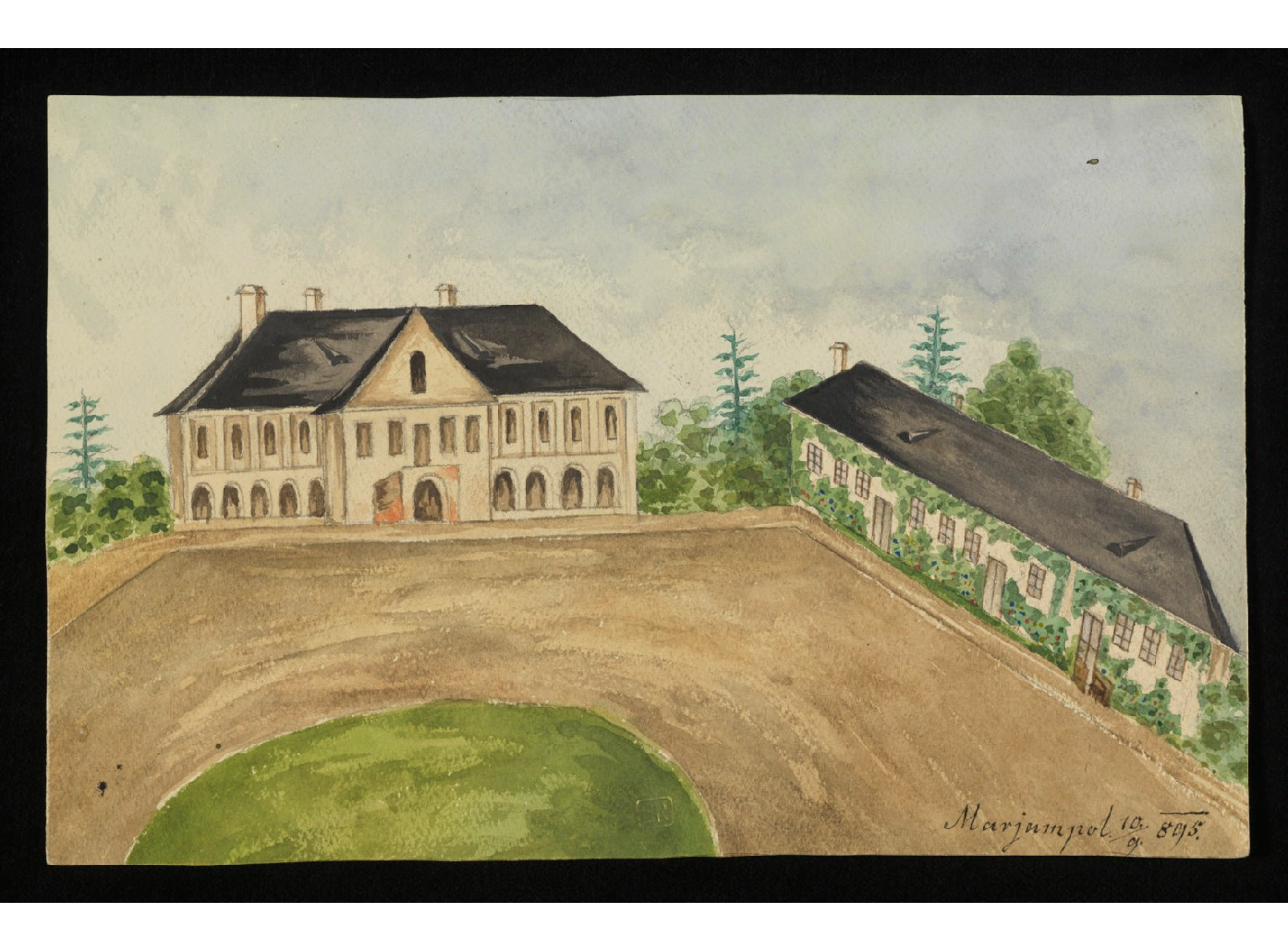
Палац, акварель (1895)
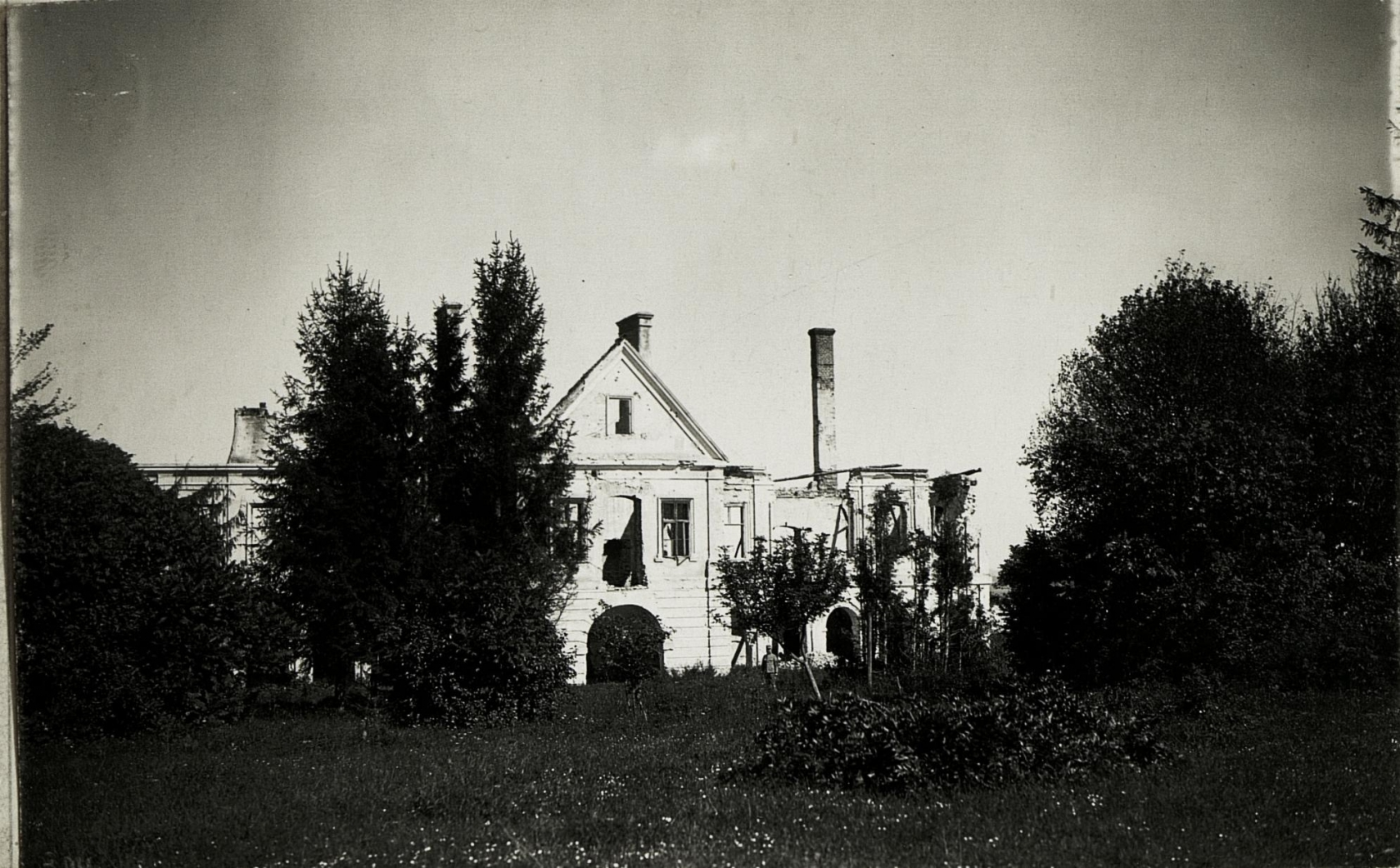
Руїни палацу (1915)
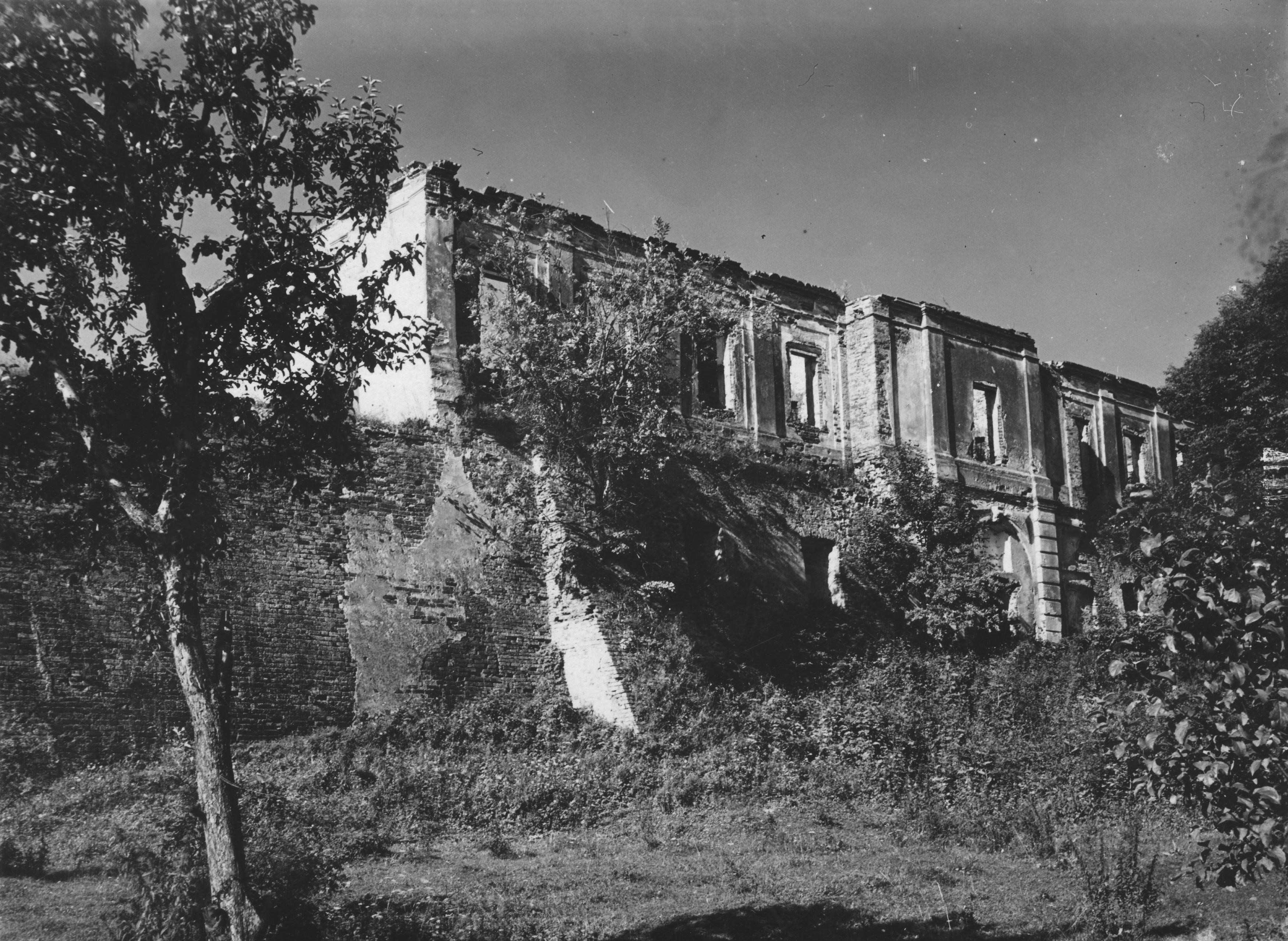
Руїни палацу (1926)
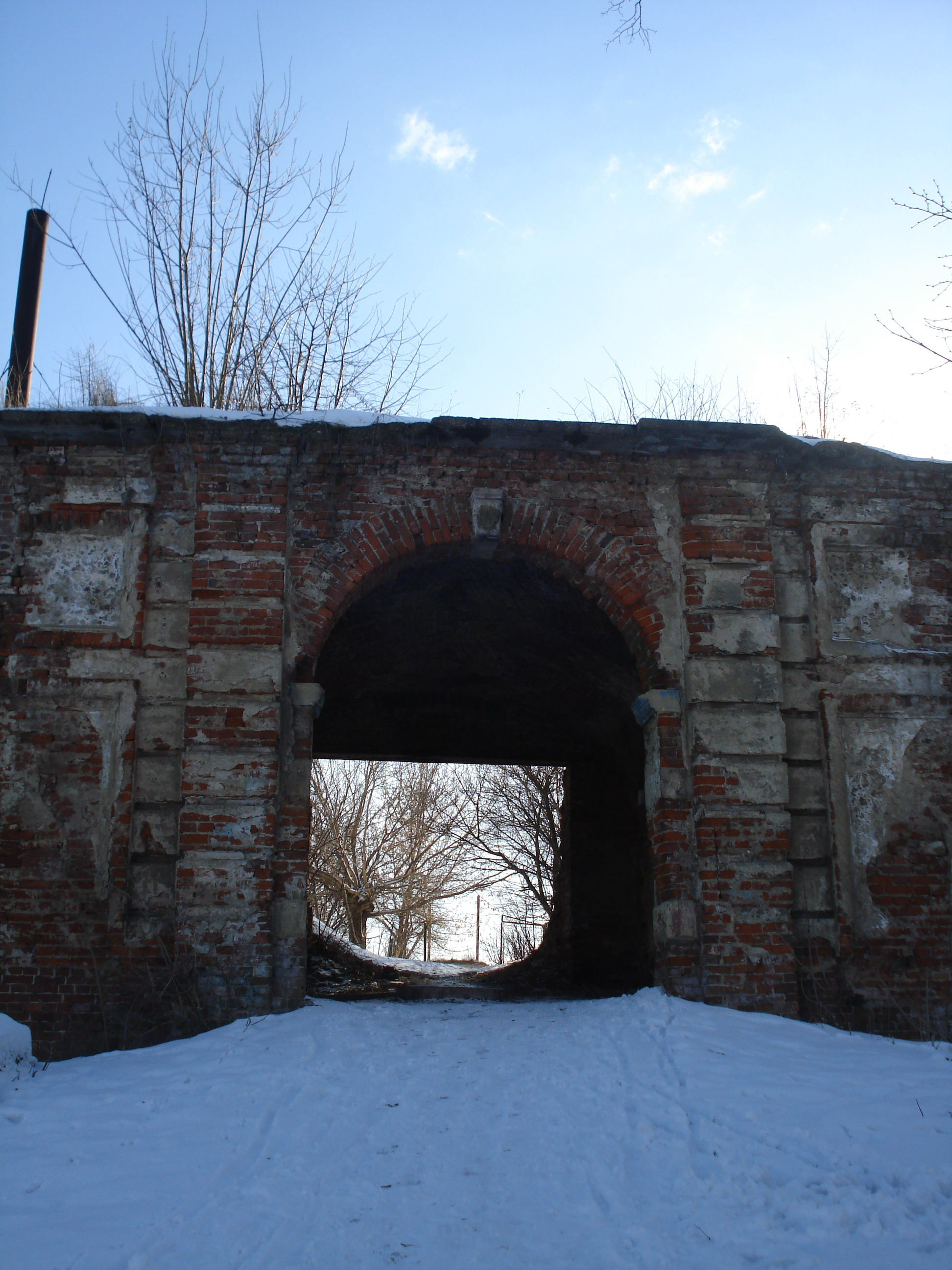
Північна брама замку (2011)
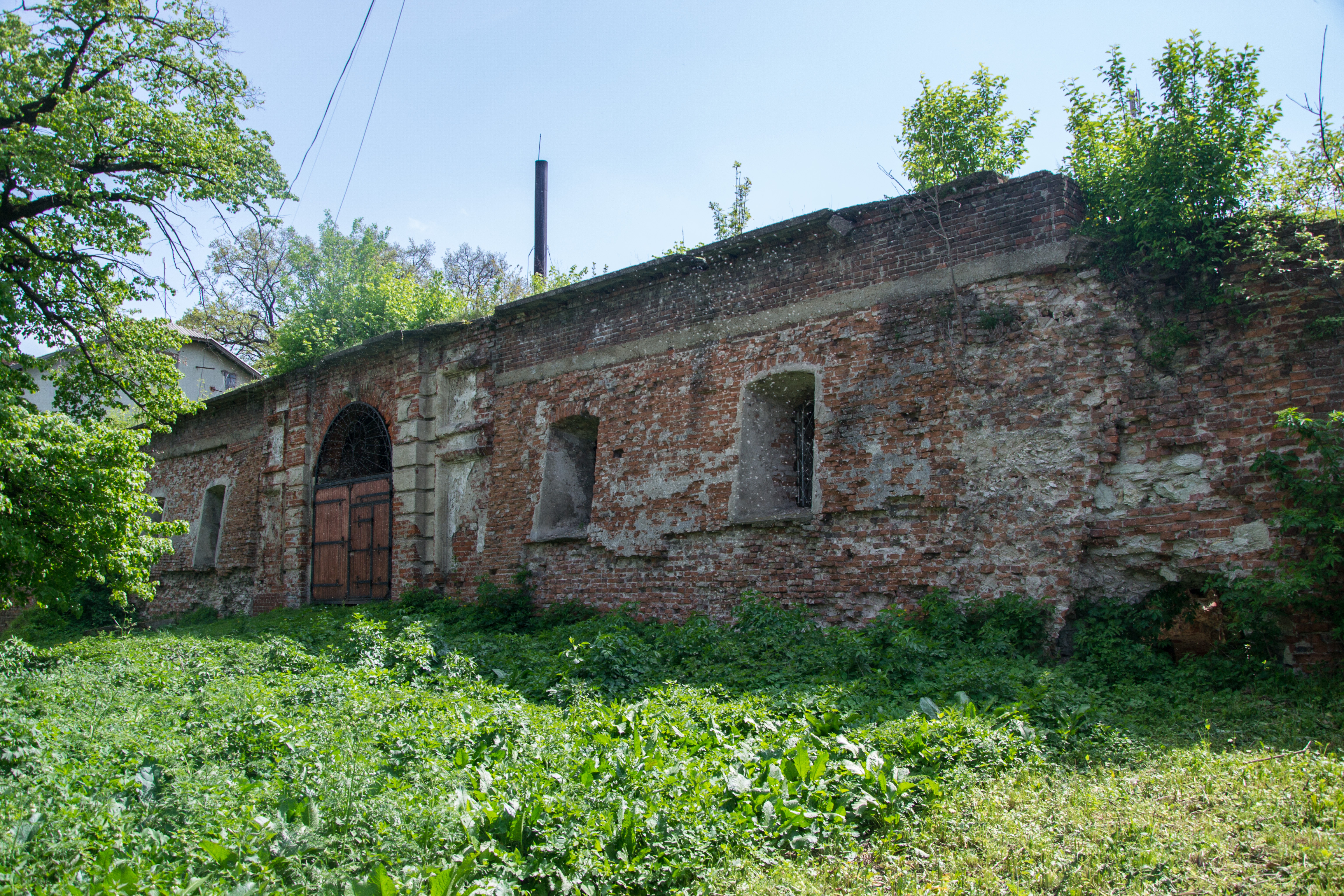
Руїни замку з північною брамою (2014)
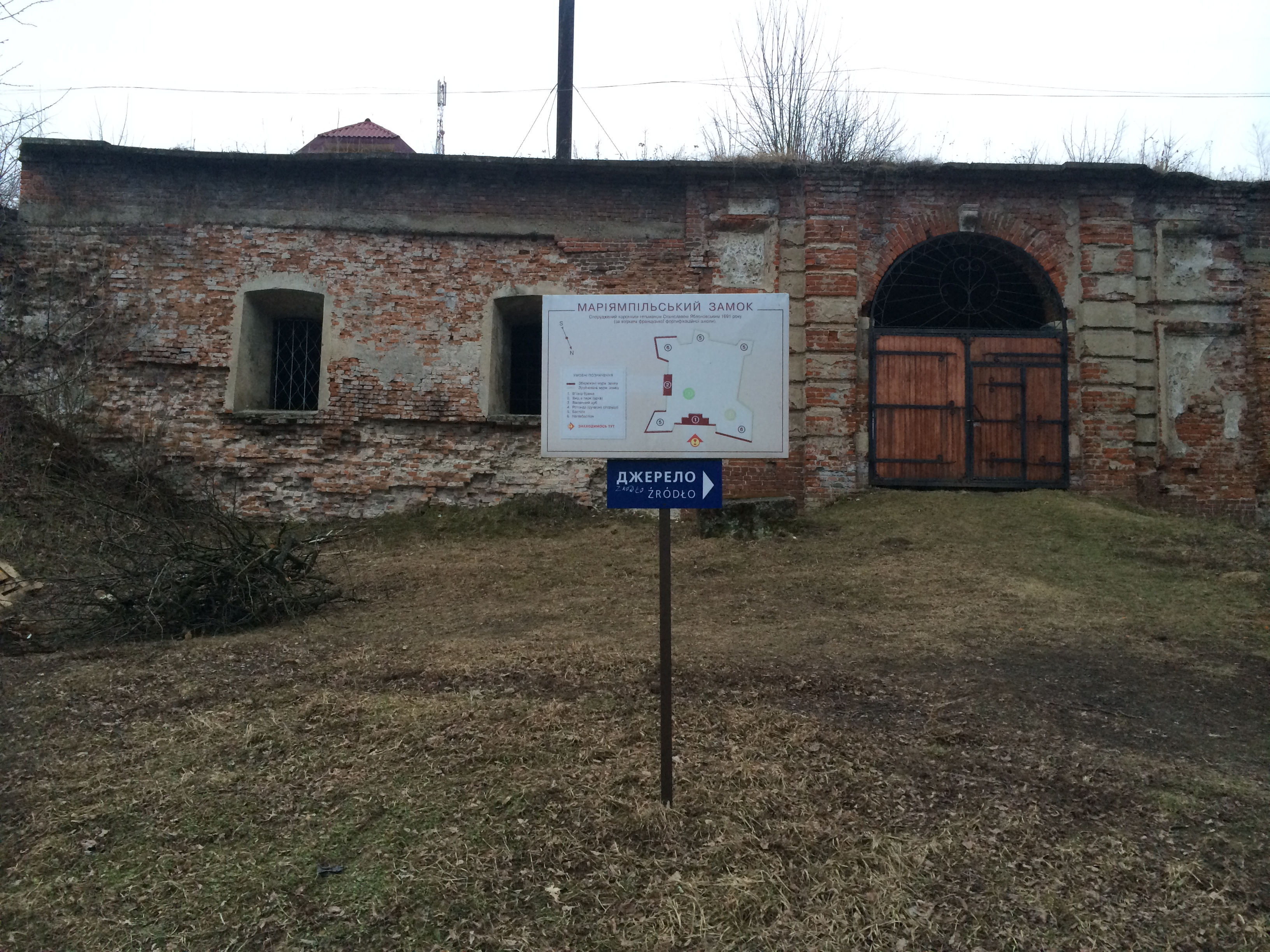
Інформаційна таблиця (2014)
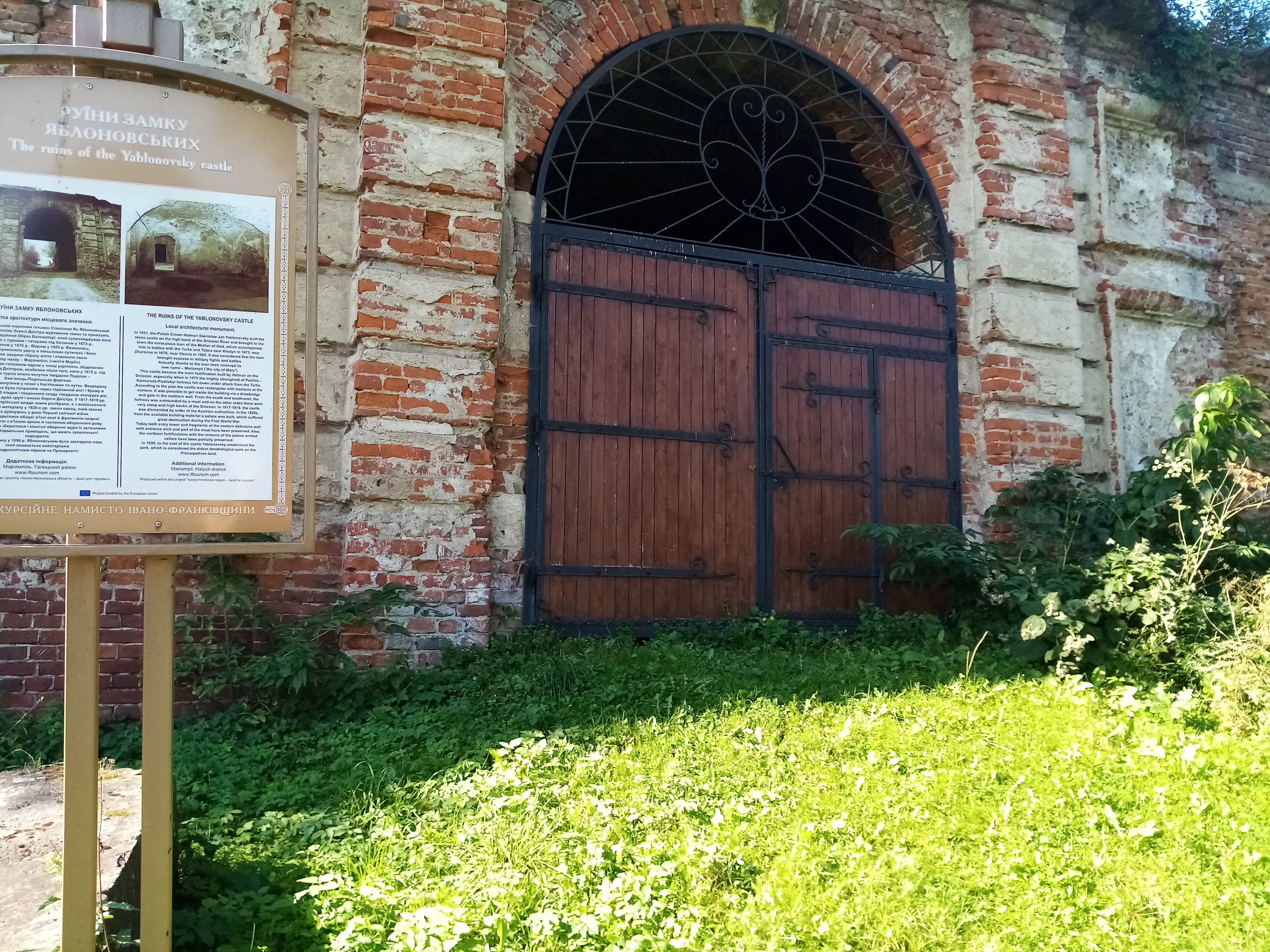
Північна брама замку (2020)
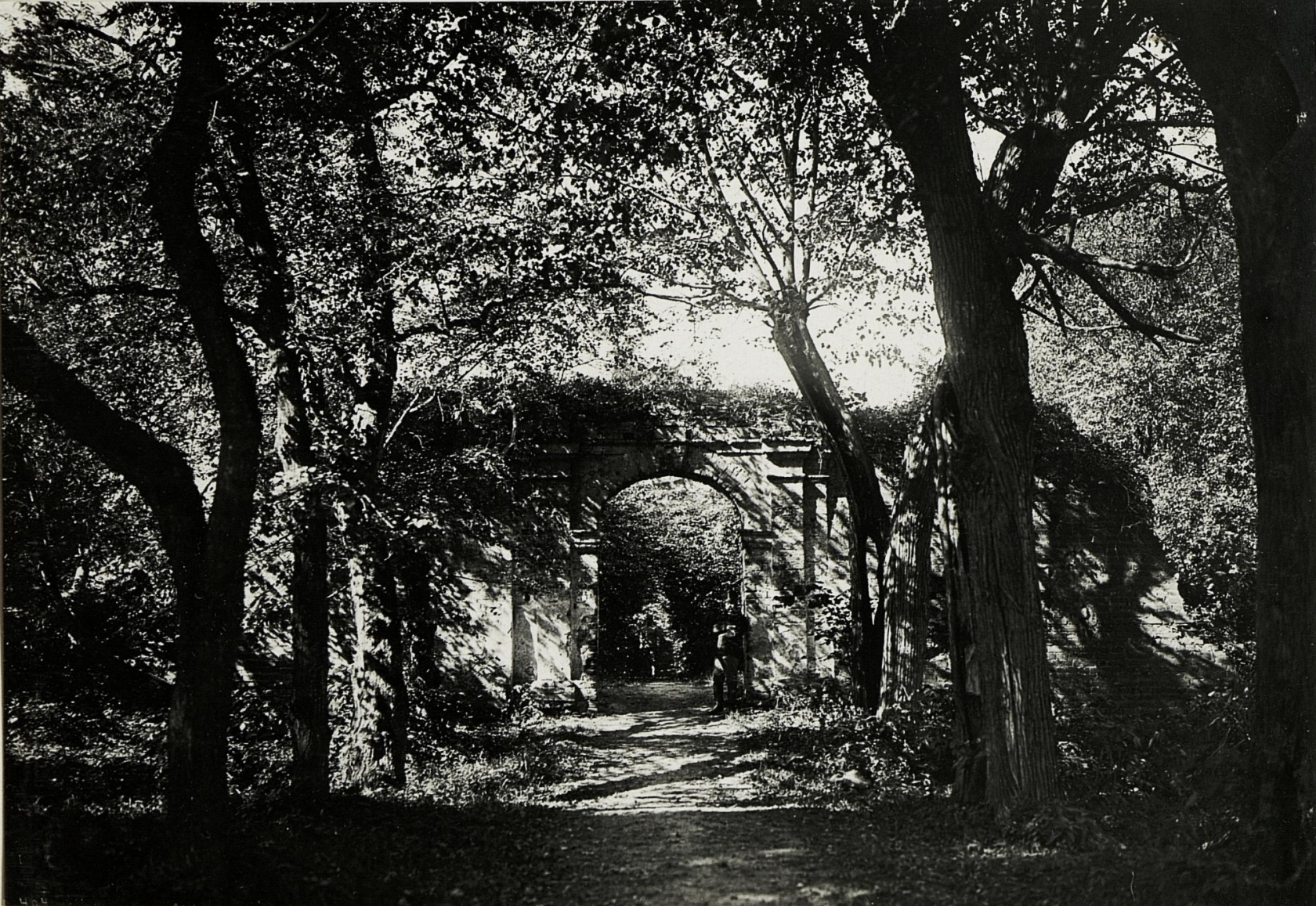
Східна брама зі сторони парку (1915)
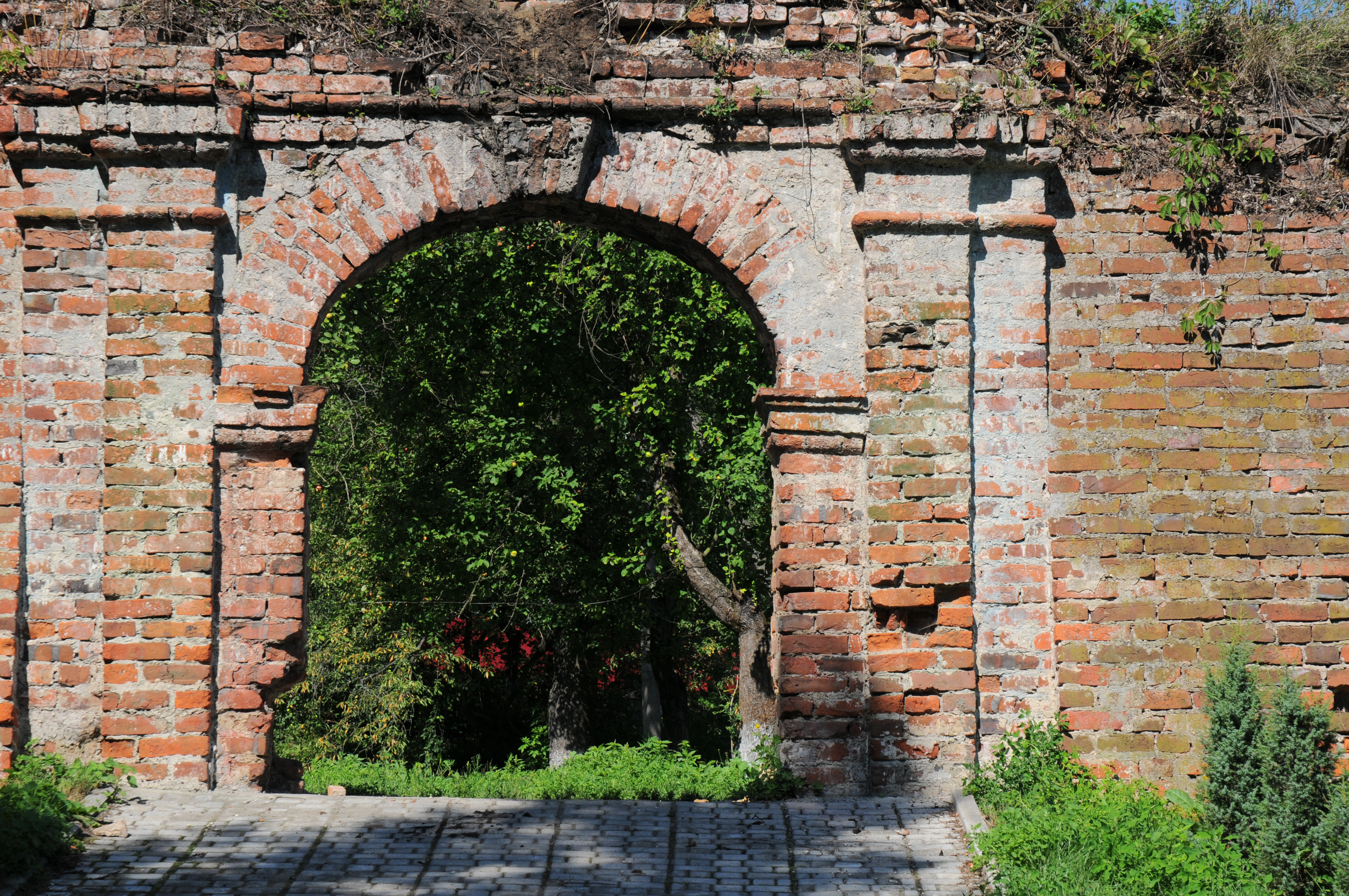
Східна брама зі сторони палацу (2012)
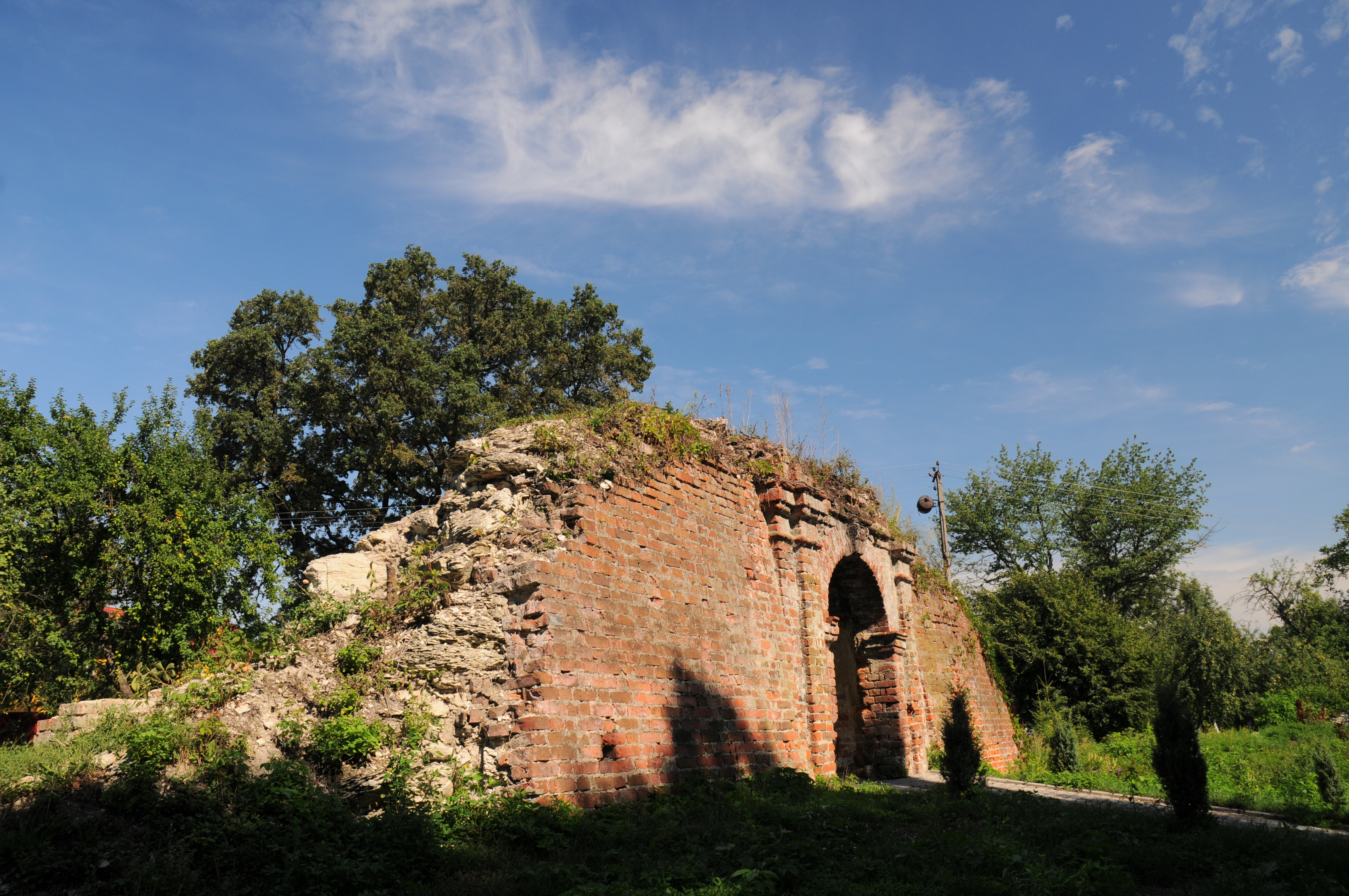
Східна брама з оборонною стіною